# Фіалка Дмитро Богданович
Дмитро́ Богдано́вич Фіа́лка (21 червня 1983 — 1 вересня 2022) — доброволець, військовослужбовець Збройних сил України, дитячий футбольний тренер України та Ізраїлю.

## Життєпис
Український єврей, народився в місті Львів. Навчався у львівській школі № 61.
З дитинства полюбив футбол, тренувався у Львівському СДЮШОР-4 (тренер Бундз Я.Р., випуск 1983-го року).
У 15-річному віці за програмою репатріації виїхав в Ізраїль, де закінчив школу та університет. Отримав ізраїльське громадянство. Три роки служив в Армії оборони Ізраїлю, в бригаді «Нахаль» був гранатометником, брав участь у боях проти Хезбали у лівано-ізраїльській війні 2006 року. Після військової служби працював тренером юнацької команди «Маккабі» в місті Беер-Шева.Під його керівництвом клуб потрапив у вищий юнацький дивізіон.
У 2014 році повернувся до Львова, де 2015 року одружився із працівницею єврейського молодіжного клубу — Євою. У пари народилися дочка Ліна (2016) та син (2018). Працював футбольним тренером у дитячому футбольному клубі «Локомотив», після об'єднання «Локомотива» та «Опору» у 2017 році працював головним тренером у ДЮФА «Динамо» (Львів) та з командою U-19, до 2020 року тренував дітей в академії львівського «Динамо». Проводив курси та семінари для колег, стажувався в академії “Шахтаря”. З 2021 року працював тренером у ДЮФШ ФК «Львів», де тренерував команду U-16. У лютому 2022 року команда Фіалки перемогла команду «Динамо» (Київ) з рахунком 1-0 і вийшла до півфіналу Зимового Кубка ДЮФЛУ, який так і не відбувся через російське вторгнення в Україну. Дмитро ось-ось мав отримати тренерську ліцензію PRO. Під час перебування Дмитра Богдановича на фронті велика група підготовлених ним гравців перейшли в команду U-19 ФК «Львів».
Станом на 2022 рік в Ізраїлі лишились та живуть його мати і молодший брат

## Російсько-українська війна
У 2022 році, після початку російського вторгнення в Україну, вступив добровольцем в підрозділ Добровольчого українського корпусу (ДУК), як інструктор та командир взводу, добирав добровольців до лав новоствореного 2-го окремого батальйону ДУК ПС ім. Тараса Хаммера. Пізніше підписав контракт із ЗСУ та воював у складі Інтернаціонального легіону Сил територіальної оборони Збройних сил України.
1 вересня 2022 року, в день коли його старша донька вперше йшла на перший дзвоник, Дмитро загинув від кульового поранення в голову, отриманого під час виконання бойового завдання за лінією зіткнення на ворожій території у боях за Бахмут Донецької області. Інформація про загибель була підтверджена 4 вересня. У Дніпрі проведена ДНК-експертиза. 11 жовтня 2022 року тіло Дмитра Фіалки було передано родині.

## Спочинок
21 жовтня 2022 року, після церемонії прощання на площі Ринок, Фіалка Дмитро Богданович був похований за юдейською традицією на єврейській дільниці Янівського цвинтаря, поле 6 є.

## Вшанування
- Дружина Дмитра набила на руці тату на честь чоловіка.
- Фотовиставка "Наодинці" у Львові у виставковій залі Порохової вежі[19][20].
- Всеукраїнський турнір серед тренерських колективів. Змагання приурочені пам’яті Героя України, футбольного наставника Дмитра Фіалки[21][22].